# شهرستان‌های تشریفاتی انگلستان
در فهرست زیر تعداد ۴۸ عدد از شهرستان‌های تشریفاتی انگلستان (انگلیسی: Ceremonial counties of England) که از ۱۹۹۷ میلادی موجود می‌باشد آورده شده‌است.
- بدفوردشر، شامل Bedford, Central Bedfordshire و لوتون
- برکشایر
- بریستول
- باکینگهام‌شر‏، شامل میلتون کینز
- کمبریج‌شر، شامل پیتربورو
- چشایر، شامل Cheshire East, Cheshire West and Chester, Halton و وارینگتون
- سیتی لندن[N ۱]
- کورن‌وال، شامل مجمع‌الجزایر سیلی
- کامبریا
- دربی‌شر، شامل داربی، انگلستان
- دوان، شامل پلیموث (انگلستان) و Torbay
- دورست، شامل بورنموث and پول، انگلستان
- کانتی دورام، شامل Darlington, Hartlepool, و Stockton-on-Tees north of the River Tees
- ریدینگ شرقی یورک‌شر، شامل کینگستن هال
- اسکس شرقی، شامل برایتون اند هوو
- اسکس، شامل ساوتند-آن-سی و Thurrock
- گلاسترشر، شامل South Gloucestershire
- لندن بزرگ, excluding سیتی لندن
- منچستر بزرگ
- همپشایر، شامل پورتسموث و ساوت‌همپتون
- هرفوردشر
- هرتفوردشایر
- جزیره وایت
- کنت (انگلستان)، شامل Medway
- لانکاشر، شامل Blackburn with Darwen, و بلکپول
- لسترشر، شامل لستر
- لینکلن‌شر، شامل North Lincolnshire, و North East Lincolnshire
- مرزیساید‏
- نورفک
- یورک‌شر شمالی، شامل میدلزبورو، Redcar and Cleveland, یورک، و Stockton-on-Tees جنوب River Tees
- نورث‌همپتون‌شر
- نورث‌آمبرلند
- ناتینگهام‌شر، شامل ناتینگهام
- آکسفوردشایر
- روتلند
- شروپ‌شر، شامل Telford and Wrekin
- شهرستان سامرست، شامل باث و سامرست شمال‌شرقی و سامرست شمالی
- یورک‌شر جنوبی
- استافوردشر‏، شامل استوک-آن-ترنت
- سافک
- ساری (انگلستان)
- تاین و ور
- وارویک‌شر
- میدلندز غربی (شهرستان)
- ساسکس غربی
- یورک‌شر غربی
- ویلتشایر، شامل سویندون
- ووسترشر